# Gianni Morandi
Gianni Morandi, właśc. Gian Luigi Morandi (ur. 11 grudnia 1944 w Monghidoro) – włoski wokalista, aktor i prezenter telewizyjny, reprezentant Włoch podczas 15. Konkursu Piosenki Eurowizji w 1970 roku z utworem „Occhi di ragazza”.
Przeszedł wszystkie szczeble kariery – od dołów branży rozrywkowej do jej szczytu. Należy do największych włoskich artystów estradowych wszech czasów. Jako dziecko sprzedawał napoje gazowane i słodycze w lokalnym kinie w swoim rodzinnym mieście pomagając w ten sposób rodzinie. Zadebiutował w wieku 12 lat śpiewając na placu na Nowy Rok 1956. Gdy rodzice dostrzegli jego talent muzyczny, przenieśli się do Bolonii, gdzie ich syn uczył się śpiewu i sztuki estradowej pod kierunkiem Aldy Scaglioni. W 1958 roku miał swój oficjalny debiut; trzy lata później założył zespół i wkrótce zaczął być określany jako włoski Paul Anka. W 1962 roku wygrał lokalny konkurs talentów, po którym zorganizowano mu przesłuchanie w wytwórni fonograficznej RCA. W tym samym roku wydał swój debiutancki singiel „Andavo cento all’ora”. Popularność osiągnął w 1969 roku zwyciężając na festiwalu Canzonissima. W latach 70. przeżył niewielki spadek popularności, ale w kolejnej dekadzie odrodził się wygrywając w 1987 roku Festiwal Piosenki Włoskiej w San Remo. Szacuje się, że w ciągu swojej kariery sprzedał ponad 50 milionów płyt. Do 2007 roku wydał 34 albumy z premierowymi utworami; nagrał 413 piosenek, z których 80 w 4 językach. 59 piosenek zaaranżował i poprowadził Ennio Morricone. Dał 3350 koncertów we Włoszech i 320 za granicą, w blisko 30 państwach. Uczestniczył 7 razy w Festiwalu Piosenki Włoskiej w San Remo, wygrywając raz (1987); wystąpił w 18 filmach kinowych i 7 telewizyjnych. rozegrał 412 meczów w Nazionale Italiana Cantanti w ciągu 26 lat jej działalności. Uczestniczył w 10 maratonach, między innymi w Nowym Jorku, Berlinie, Londynie, Paryżu, Mediolanie i w 41 półmaratonach (21 km).

## Życiorys

### Lata 50. Początki kariery
Przyszedł na świat w niewielkiej miejscowości w Apeninach toskańskich w niezamożnej rodzinie. Ojciec, Renato Morandi był z zawodu piekarzem, a matka Clara z domu Lorenzi praczką i prasowaczką. Żeby podreperować budżet rodzinny imał się jako nastolatek różnych zajęć w rodzinnej miejscowości, między innymi sprzedawał napoje chłodzące i cukierki w miejscowym kinie. W Nowy Rok 1956 stał się gwiazdką w Monghidoro – podczas festynu na placu miejskim zaśpiewał piosenkę „Buon anno, buona fortuna”; jego chłopięcy głosik wzmocniły megafony ustawione na dachu samochodu Fiat 1400. W tym samym roku porzucił szkołę przysposobienia handlowego i przeniósł się do Bolonii, gdzie uczył się pod kierunkiem Aldy Scaglioni, miejscowej łowczyni talentów. Oficjalny debiut młodego wykonawcy miał miejsce w kwietniu 1958 roku w Casa del Popolo w Alfonsine w prowincji Ravenna. Rozpoczął się twardy okres zmagań edukacyjnych, podczas którego miała miejsce nie tylko nauka gry na gitarze i perkusji, ale także, pod kuratelą ojca, edukacja historyczno-polityczna (między innymi „Dwa kroki do przodu, jeden do tyłu” Lenina, „Kapitał” Karola Marksa czy „Zapiski więzienne” Antonio Gramsciego).

### Lata 60. Sukces artystyczny

#### 1961–1963
W 1961 roku założył swój pierwszy zespół muzyczny, Gianni Morandi e il suo complesso. Został obwołany włoskim Paulem Anką. W 1962 wygrał Festival di Bellaria dla piosenkarzy-amatorów a jeden z jurorów, Paolo Lionetti, mający kontakty w świecie fonograficznym, zorganizował dla młodego piosenkarza przesłuchania w wytwórni RCA Italiana. Tam artysta poznał kilka osób, które miały w najbliższych latach ogromne znaczenie dla jego dalszej kariery. Byli to m.in. Franco Migliacci, wzięty tekściarz, Luis Bacalov, pochodzący z Argentyny kompozytor i aranżer wielu jego piosenek oraz Ennio Morricone, również kompozytor i aranżer wszystkich piosenek Gianniego Morandiego w początkowym okresie kariery. 16 kwietnia 1962 artysta nagrał swój pierwszy singiel, „Andavo a cento all’ora”, do którego tekst napisał Franco Migliacci (pod pseudonimem Camuccia), a muzykę – emigrant Tony Dori. 16 września tego samego roku zadebiutował w telewizji, w programie Alta pressione, po którym przyszły następne występy. Nagrał kolejne single: „Go kart twist” (z muzyką Ennio Morricone; początkowo grany tylko w jukeboxach, zanim został udostępniony szerszemu audytorium w telewizji, pojawił się też na ścieżce dźwiękowej filmu „Diciottenni al sole”), „Fatti mandare dalla mamma a prendere il latte” i „Sono contento” (pierwsza piosenka, którą artysta napisał osobiście). Sukces komercyjny nadszedł z trzecim singlem „Fatti mandare dalla mamma a prendere il latte”; Gianni Morandi zaczął być wówczas postrzegany także jako fenomen obyczajowy, a nie tylko muzyczny, a razem z Ritą Pavone stał się personifikacją całego pokolenia włoskiej młodzieży lat 60.
W 1963 roku wydał swój pierwszy album. Znalazło się na nim 12 utworów, w tym wszystkie jego dotychczasowe przeboje: „Andavo a cento all’ora”, „Go kart twist” i „Fatti mandare dalla mamma a prendere il latte”. Soliście towarzyszyła orkiestra pod dyrekcją Ennio Morricone.

#### 1964
Wiosną 1964 roku zaproponował nową piosenkę, „In ginocchio da te” – prostą, melodyjną, w aranżacji Ennio Morricone, napisaną przez spółkę autorsko-kompozytorską Franco Migliacci–Bruno Zambrini. 1 lipca tego samego roku piosenka osiągnęła 1. miejsce na włoskiej liście przebojów Hit Parade Italia, na której przebywała 18 tygodni, zaś artysta wygrał nią wędrowny festiwal piosenkarski Cantagiro i Festival delle rose. Singiel z piosenką sprzedano w ilości ponad 1 000 000 egzemplarzy, a Gianni Morandi otrzymał za nią po raz pierwszy Złotą płytę. Singiel z „In ginocchio da te” stał się najlepiej sprzedawanym singlem roku we Włoszech, i to pomimo pojawienia się na Festiwalu Piosenki Włoskiej w San Remo takich indywidualności jak Gigliola Cinquetti czy Bobby Solo. Zapoczątkował on bardzo udaną trylogię przebojów artysty z zaimkiem „te” w tytule (pozostałe to „Non son degno di te” i „Se pedro anche te”). Został wydany w niemal wszystkich krajach europejskich, a także w Ameryce Południowej i Japonii. Sukces był tak duży, że otworzył młodemu artyście drzwi do kina; nakręcony został film muzyczny pod tym samym tytułem, a na jego planie piosenkarz poznał młodą aktorkę, Laurę Efrikian. Film In ginocchio da te okazał się również sukcesem, o czym świadczyły długie kolejki przed kasami kin i dochód, jaki w efekcie przyniósł – ponad osiemset milionów lirów.
W tym samym roku wydał swój drugi album, Ritratto di Gianni, zawierający 12 utworów różnych autorów i kompozytorów, w tym trzy Gianniego Mecci: „Il ragazzo del muro della morte”, „Ti offro da bere” i „La mia ragazza”, ten ostatni z tekstem Franco Migliacciego, który napisał w sumie teksty do 7 piosenek na tym albumie. Na pierwszym miejscu strony A znalazł się utwór „In ginocchio da te”. Soliście towarzyszyła orkiestra pod dyrekcją Ennio Morricone oraz muzycy Cantori Moderni di Alessandroni.
Jesienią 1964 roku artysta nagrał nowy singiel „Non son degno di te” (kolejne dzieło spółki Migliacci-Zambrini), następny melodyjny przebój, który zyskał mu miliony wielbicieli i którym wygrał po raz kolejny Festival delle Rose. 1 listopada tego samego roku singiel z tym nagraniem wszedł na 1. miejsce włoskiej listy przebojów, w 1965 roku zajął 2. pozycję na liście najlepiej sprzedawanych singli we Włoszech. I ten singiel stał się kanwą filmu pod tym samym tytułem, z udziałem tych samych co poprzednio bohaterów: Gianniego Morandiego i Laury Efrikian. Dochód, jaki przyniósł film, wyniósł 870 milionów lirów. Oboje głównych bohaterów połączył wkrótce romans; Laura Efrikian, ciesząca się już sławą, była córką znanego dyrygenta i była cztery lata starsza od Gianniego Morandiego.

#### 1965
Wiosną 1965 roku artysta nagrał następną piosenkę utrzymaną w tym samym, melodyjnym stylu, „Se non avessi più te” (Migliacci-Zambrini-Enriquez). Wystartował z nią w Cantagiro, zajmując 2. miejsce. I ona stała się motywem filmu pod tym samym tytułem, z udziałem tej samej pary głównych bohaterów, których już połączyło uczucie, ku rozczarowaniu licznych wielbicielek Gianniego Morandiego. W tym samym roku wygrał on piosenką „Non son degno di te” festiwal Canzonissima (noszący wówczas nazwę La prova del nove).

#### 1966
Nagrał kolejny singiel, zawierający piosenki „Mi vedrai tornare” i „La fisarmonica”. Ta druga zajęła w 1966 roku 2. miejsce na liście najlepiej sprzedawanych singli we Włoszech. Oba utwory znalazły się na ścieżce dźwiękowej filmu „Mi vedrai tornare”, zrealizowanym już bez udziału Laury Efrikian, którą zastąpiła egzotyczna Elizabeth Wu, partnerująca Gianniemu Morandiemu. Prasa pisała już o silnym uczuciu łączącym oboje bohaterów poprzednich filmów, ale rodzice Gianniego Morandiego byli przeciwni ewentualnemu ich małżeństwu, zwłaszcza ojciec, który uważał, że jego syn powinien ożenić się z dziewczyną prostą, a nie wyrafinowaną, jak Laura Efrikian.

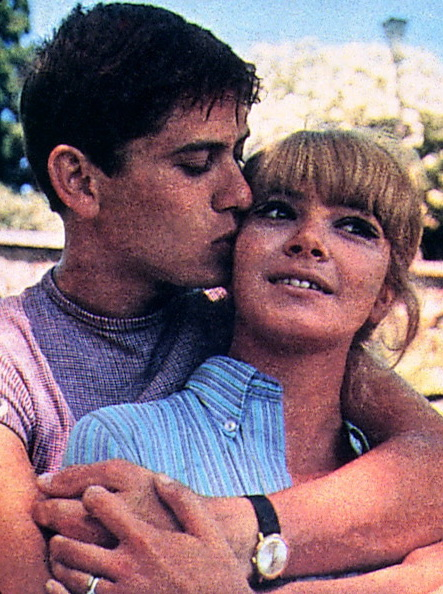
Gianni Morandi i Laura Efrikian (1966)

13 lipca 1966 w Rzymie, w kościele Siedmiu Świętych Założycieli Sług Maryi przy Via Lazzaro Spallanzani 17 wziął potajemnie ślub z Laurą Efrikian. Artysta wygrał po raz drugi festiwal Cantagiro piosenką „Notte di Ferragosto”.
Rok 1966 stał się dla niego także momentem pewnego przełomu muzycznego; młody, śpiewający poeta Mauro Lusini umożliwił mu wysłuchanie własnego protest-songu, skierowanego przeciwko wojnie w Wietnamie, zatytułowanego „C’era un ragazzo che come me amava i Beatles e i Rolling Stones”. Gianni Morandi postanowił utwór nagrać, wbrew niechęci swego producenta, i zaprezentować go, w parze z Lusinim, na Festiwalu delle Rose. Przyjęcie publiczności było chłodne, a utwór ponadto nie był promowany w telewizji z powodu ostrej cenzury, która zabraniała jakiejkolwiek choćby polemicznej wzmianki na temat polityki zagranicznej „zaprzyjaźnionego” kraju.
W tym samym roku ukazał się trzeci album artysty, Gianni tre, na którym znalazły się jego dotychczasowe największe przeboje: „Mi vedrai tornare”, „Non son degno di te”, „Se non avessi più te” i „La fisarmonica”, wszystkie (oprócz drugiej) autorstwa tria Luis Enriquez Bacalov, Franco Migliacci i Bruno Zambrini. Album uzupełniło także kilka kompozycji obcych autorów, w tym „(There’s) Always Something There to Remind Me” Burta Bacharacha i Hala Davida (z włoskim tytułem „Il mondo nel tuoi occhi”) oraz „Dein ist mein ganzes Herz” Franza Lehára (z włoskim tytułem „Tu che m’hai preso il cuor”). Franco Migliacci był producentem albumu, a soliście towarzyszyła orkiestra pod dyrekcją Ennio Morricone oraz muzycy Cantori Moderni di Alessandroni. Album zajął 2. miejsce na liście najlepiej sprzedawanych albumów 1966 roku.

#### 1967
Na początku 1967 roku przyszła na świat pierwsza córka artysty, Serena; zmarła jednak po kilku godzinach. On sam w tym czasie uczestniczył z piosenką „La fisarmonica” w finale konkursu Canzonissima, w którym przegrał z Claudio Villą. Miesiąc później, 7 lutego rozpoczął służbę wojskową, którą odbywał w różnych miejscach (Taggia, Pawia) i jednostkach. Wszędzie towarzyszyła mu Laura. Przebiegowi jego służby wojskowej towarzyszyło zainteresowanie prasy, publikującej na swych łamach szczegóły utrzymane w konwencji romansu. Podczas przepustek nagrał kolejny album, Gianni quattro: un modo d’amore. Znalazły się na nim między innymi takie przeboje jak: tytułowy utwór „Un modo d’amore” (Franco Migliacci, Sante Maria Romitelli, Bruno Zambrini), „Israel” (Ruggero Cini, Franco Migliacci, Bruno Zambrini), „C’era un ragazzo che come me amava i Beatles e i Rolling Stones” oraz „Se perdo anche te” (w oryginale „Solitary Man” Neila Diamonda. Towarzyszącą soliście orkiestrę prowadzili w poszczególnych utworach Franco Pisano, Ennio Morricone, Ruggero Cini i Luis Enriquez Bacalov, w większości utworów wystąpił też chór Cantori Moderni di Alessandroni. Tytułowy utwór zyskał popularność dzięki programowi telewizyjnemu Giovani. 1 kwietnia doszedł do 1. miejsca na włoskiej liście przebojów, na którym przebywał 4 tygodnie, a na liście w sumie 17 tygodni.
Podczas przerwy w karierze, trwającej od 15 miesięcy, artysta poświęcił się również realizacji projektu równie ambitnemu, co rozczarowującemu: filmu muzycznego, na wpół musicalu, a na wpół baśni o Aladynie, zatytułowanego Per amore ...per magia; przedsięwzięcia, które okazało się klapą.

#### 1968
25 kwietnia 1968 zakończył służbę wojskową. Po wyjściu z wojska w nagrał singel „Chimera”, który odniósł sukces zajmując w czerwcu 1968 roku 3. miejsce na włoskiej liście przebojów. Piosenka stała się, wzorem kilku swoich poprzedniczek, kanwą filmu muzycznego pod tym samym tytułem, zdobyła również 2. miejsce na festiwalu Cantagiro;
Nagrał swój kolejny album, Gianni 5. Zawierał on obok kompozycji rodzimych twórców („Chimera”, „Il giocattolo”, „La mia ragazza sa”, „La mia chitarra”, „Una sola verità”) kilka kompozycji obcych, w tym: „Smoke Gets in Your Eyes” (tytuł włoski: „Fumo negli occhi”) z repertuaru Ruth Etting i The Platters, „Bend Me, Shape Me” („Prendi, prendi”) z repertuaru The American Breed i Amen Corner) i „Stardust” („Polvere di stelle”) z repertuaru Binga Crosby’ego. Gianni 5 zajął 2. miejsce na liście najlepiej sprzedawanych albumów we Włoszech w 1969 roku.

#### 1969
Wygrał festiwal Canzonissima (edycja 1968/1969) śpiewając piosenkę „Scende la pioggia” (F. Migliacci-Barbata-Kaylan-Nichol-Pons-Volman), pochodzącą z repertuaru The Turtles (oryginalny tytuł: „Eleonore”). W finale padło na nią 1 701 710 głosów, podczas gdy zdobywca 2. miejsca, Claudio Villa, dostał 836 629 głosów. W styczniu 1969 roku piosenka osiągnęła 1. miejsce na włoskiej liście przebojów.
W tym samym roku miał zaśpiewać piosenkę „Zingara”, zaprezentowaną później na Festiwalu Piosenki Włoskiej w San Remo przez Bobby’ego Solo i Ivę Zanicchi. Piosenka wygrała Festiwal i stała się wielkim przebojem. Według wielu napisał ją również Gianni Morandi, który jednak tego nie potwierdził.
14 lutego przyszła na świat jego córka Marianna.

#### 1970
1970 rok rozpoczął od zwycięstwa w festiwalu Canzonissima piosenką „Ma chi se ne importa”.

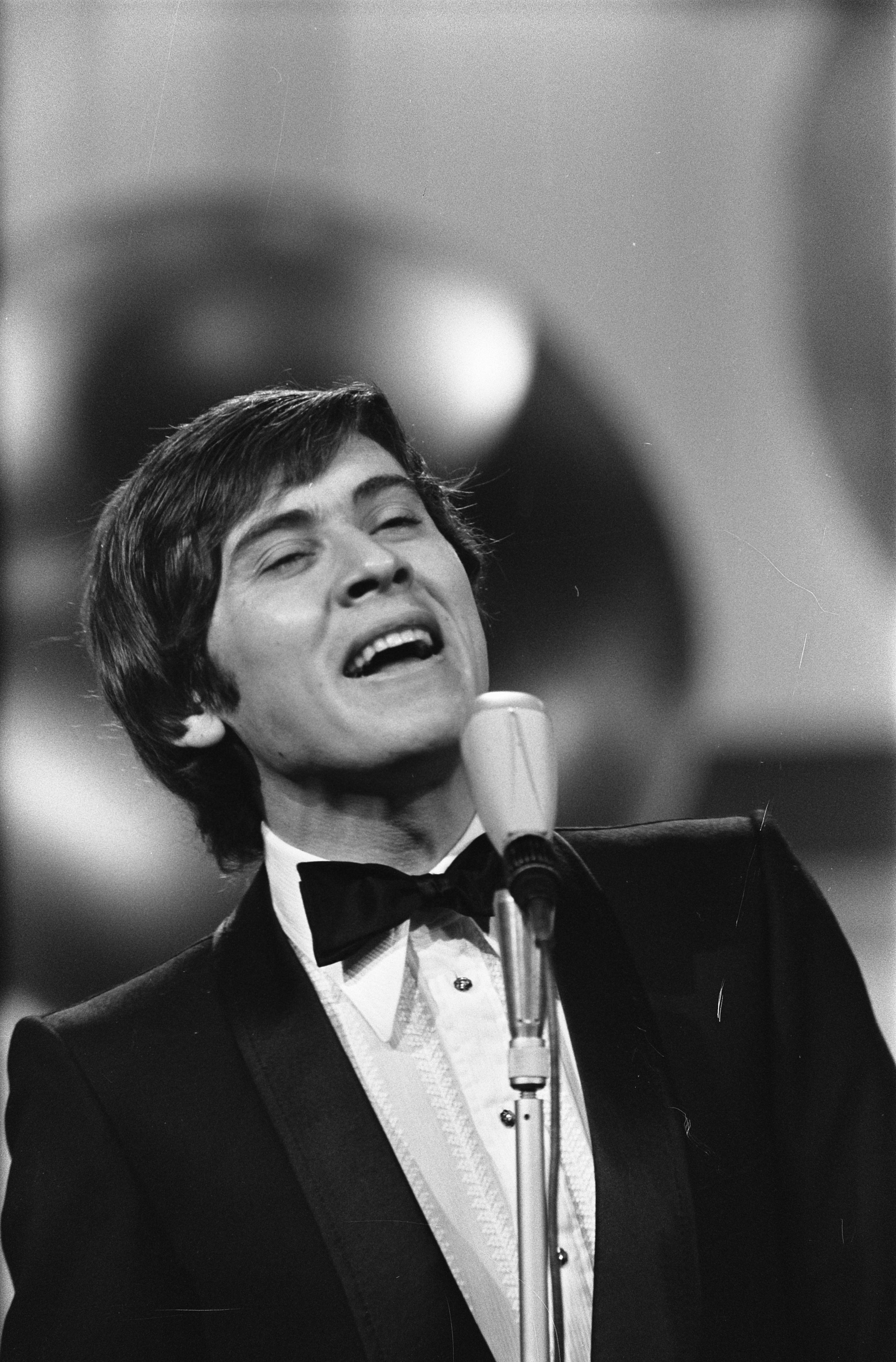
Gianni Morandi podczas Konkursu Piosenki Eurowizji w 1970

Wystąpił w filmie Pietra Germiego Kasztany miłości (tytuł oryginalny: Le Castagne sono buone). Film przyniósł 1,1 miliarda lirów dochodu, a popularność, jaką dzięki niemu zyskał, stała się powodem wystawienia go jako reprezentanta Włoch w Konkursie Piosenki Eurowizji. Podczas finału 15. Konkursu artysta wykonał utwór „Occhi di ragazza” (G. Baldazzi-S. Bardotti-L. Dalla-A.Franceschini), który zdobył 5 punktów zajmując 8. miejsce (na dwunastu uczestników). Piosenka przebywała 4 miesiące na włoskiej liście przebojów dochodząc w maju 1970 roku do 5. miejsca.
W 1970 roku wydał 2 albumy. Pierwszym z nich był Gianni 6. Znalazło się na nim 12 utworów, w tym obie zwycięskie piosenki z festiwalu Canzonissima edycji 1968/69 i 1969/70, odpowiednio. „Scende la pioggia” i „Ma chi se ne importa” (Claudio Mattone, Franco Migliacci), „Zingara”, zwycięski utwór z Festiwalu Piosenki Włoskiej w San Remo edycji 1969 (wykonany tam przez Ivę Zanicchi i Bobby’ego Solo). Dwie kolejne piosenki były dziełem spółki Migliacci-Zambrini: „Appassionatamente” i „Parlami d’amore” (w tej ostatniej jako współkompozytor pojawił się Ruggero Cini). 6 utworów wyszło spod ręki autorów amerykańskich; oprócz wspomnianego „Scende la pioggia” były to między innymi: „Che cosa dirò” (w oryginale „Suspicious Minds” z repertuaru Elvisa Presleya), „Non voglio innamorarmi più” („I’ll Never Fall in Love Again” Johnniego Raya) i „Belinda” („Pretty Belinda” Chrisa Andrewsa). Orkiestrą dyrygowali: Piero Pintucci (5 utworów), Ruggero Cini (3) oraz Paolo Ormi, Luciano Michelini i Maurizio De Angelis.
Album Gianni 7 ukazał się w grudniu i zawierał 12 utworów, z których 9 było dziełem autorów włoskich. Wśród nich znalazły się: dwie piosenki Gina Paolego: „Che cosa c'è” i Un po’ di pena”, „Occhi di ragazza”, „Al bar si muore” (Claudio Mattone-Franco Migliacci), „Vagabondo” z repertuaru Nicoli Di Bari i „Un poco di pioggia” naturalizowanego Włocha Shela Shapiro. 3 kompozycje obce to: „Torno sulla terra” („Fly Me To The Earth” zespołu Wallace Collection), „Una che dice sì” („Here, There and Everywhere” zespołu The Beatles) i „Più voce che silenzio” („El Cóndor Pasa” duetu Simon & Garfunkel). Orkiestrą dyrygowali: Piero Pintucci (3 utwory), Paolo Ormi (2) i Mario Capuano. Pozostałe utwory zaaranżowali Guido i Maurizio De Angelis.

### Lata 70. Kryzys
Lata 70. były dla niego okresem upadku. Został on przytłoczony ideologicznym klimatem tamtych lat, nowymi tendencjami i stylami, płynącymi z Ameryki, zaczął być postrzegany jako piosenkarz nadmiernie tradycyjny i sentymentalny. Spostrzegł, że świat muzyczny się zmienia. Po wydaniu albumu Un mondo di donne (1971) postanowił poświęcić się różnym projektom kinematograficznym i telewizyjnym. Wystąpił w filmach Il provinciale (1971, reżyseria Luciano Salce) i La cosa buffa (1972, reżyseria Aldo Lado).
W 1972 roku wystąpił w festiwalu Canzonissima zajmując 2. miejsce. W tym samym roku wystartował w Festiwalu Piosenki Włoskiej w San Remo z piosenką „Vado a lavorare” zajmując 4. miejsce.
W 1973 roku wystąpił z Paolą Pitagorą w musicalu Jacopone, wyreżyserowanym przez Ruggera Mitiego.
12 lutego 1974 przyszedł na świat jego syn Marco.

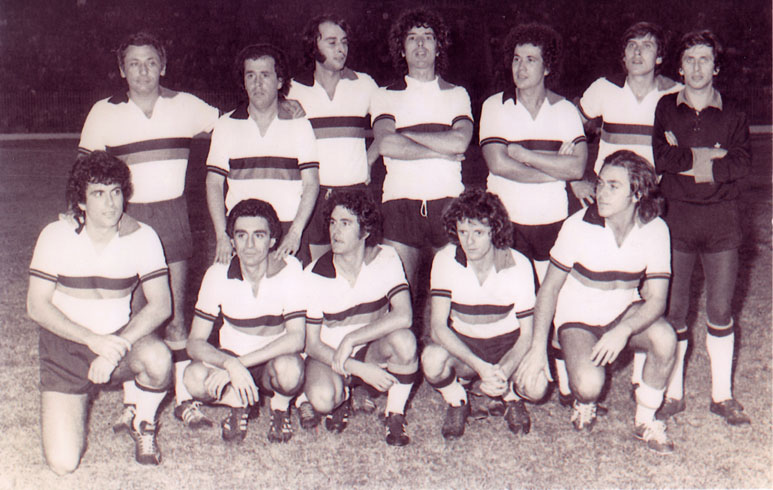
Jedno z pierwszych zdjęć Nazionale Italiana Cantanti (Gianni Morandi stoi, drugi od prawej)

10 października 1975 roku artysta założył wraz z Mogolem, Paolem Mengolim i Claudiem Baglionim Nazionale Italiana Cantanti (narodową reprezentację włoskich piosenkarzy, zaangażowaną w akcje solidarnościowe, w której wystąpił 337 razy zdobywając 54 bramki.
W 1976 roku odniósł sukces uczestnicząc w programie telewizyjnym „Sei forte papà”, emitowanym przez Rete Tre, w którym wystąpił w roli tancerza i śpiewającego komika. Singiel z tytułową piosenką z tego programu został sprzedany w ilości około miliona egzemplarzy zajmując 1 listopada 1. miejsce na włoskiej liście przebojów i 8. miejsce na liście najlepiej sprzedających się singli 1976 roku.
Jednak sukces piosenki zamiast dodać mu pewności siebie, wprowadził go w stan przygnębienia i zapoczątkował okres wielkiego kryzysu artystycznego i zawodowego. Postanowił opuścić scenę muzyczną i poświęcić się rodzinie oraz studiom muzycznym. W 1977 roku rozpoczął studia w Conservatorio Santa Cecilia w Rzymie, w klasie kontrabasu, którą ukończył z dyplomem. Gasnącej karierze artystycznej towarzyszyły niepowodzenia w życiu osobistym. W 1979 roku Gianni Morandi i Laura Efrikian ogłosili separację.

### Lata 80. Odrodzenie i powrót sukcesów
W 1980 roku zdecydował się na udział w Festiwalu Piosenki Włoskiej w San Remo z piosenką „Mariù”, napisaną przez Rona i Francesca De Gregori i zaaranżowaną przez Lucio Dallę. Nawiązał też współpracę z Mogolem, której efektem była piosenka „Canzoni stonate”. Jej nagranie oznaczało ożywienie działalności artystycznej Gianniego Morandiego, który zaczął dawać koncerty. W 1983 roku ponownie wystąpił na Festiwalu w San Remo z piosenką „La mia nemica amatissima”, a publiczność festiwalowa odkryła chłopca, zapomnianego od lat, teraz już dojrzałego mężczyznę i ponownie obdarzyła go sympatią. Zaprezentowana na Festiwalu piosenka, skomponowana wspólnie przez Gianniego Morandiego, Gianniego Bellę i Mogola uplasowała się w lutym tego samego roku na 10. miejscu włoskiej listy przebojów, a Gianni Morandi latem odbył udane tournée koncertowe po ówczesnym ZSRR.
W 1984 roku artysta powrócił na listy przebojów śpiewając w duecie z brytyjską piosenkarką Amii Stewart piosenkę „Grazie perché” („We’ve got tonight”), która zajęła 55. miejsce na liście najlepiej sprzedawanych singli we Włoszech. W prasie pojawiły się doniesienia o romansach artysty z Paolą Pitagorą, Amii Stewart i nowo poznaną seksbombą Sereną Grandi. W 1984 roku wydał, we współpracy z Mogolem, album Immagine italiana, który zapoczątkował jego powrót do sukcesów. Kolejnym etapem na drodze do odzyskania sławy okazał się jego następny album, Uno su mille oraz udane programy telewizyjne z jego udziałem, Voglia di volare (1984) i Voglia di cantare (1986). W 1986 roku otrzymał nagrodę Premio Tenco dla najlepszego wykonawcy roku. W 1987 roku wygrał Festiwal Piosenki Włoskiej w San Remo, śpiewając wspólnie z Umbertem Tozzim i Enrikiem Ruggerim piosenkę „Si può dare di più”. Ich sukces obejrzało 19 milionów telewidzów. Piosenka, skomponowana przez Giancarla Bigazziego, Umberta Tozziego i Raffaele Riefoli, w lutym tego samego roku weszła na 1. miejsce włoskiej listy przebojów, znalazła się też na kolejnym albumie Gianniego Morandiego, Le italiane sono belle, natomiast na liście najlepiej sprzedawanych singli roku 1987 zajęła 6. miejsce. W 1988 roku Gianni Morandi wystąpił w nowym programie Diventerò padre. Wspólnie z przyjacielem Lucio Dallą nagrał album Dalla/Morandi, zawierający piosenki ich obu i sprzedany w milionowym nakładzie. Na albumie wyróżniały się utwory „Chiedi chi erano i Beatles” i „Che cosa resterà di me”, premierowa piosenka Franca Battiata. Popularność albumu ugruntowała wspólna, udana trasa koncertowa obu artystów we Włoszech i za granicą, zainaugurowana 4 lutego, na którą złożyło się w sumie 110 koncertów i która została udokumentowana albumem koncertowym, również sprzedanym w milionowym nakładzie. Dekadę Gianni Morandi zamknął wydaniem w 1989 roku albumu Varietà.

### Lata 90.
W 1992 roku wydał album Morandi Morandi, po którym nastąpiło długie tournée koncertowe. W 1993 roku wystąpił w serialu telewizyjnym In fuga per la vita. W październiku tego samego roku dał cztery koncerty w legendarnym Palace Theater na Broadwayu.
W 1994 roku dał koncert charytatywny dla chorych w Lourdes.
W 1995 roku powrócił na Festiwal Piosenki Włoskiej w San Remo w parze z Barbarą Colą. Ich piosenka „In amore e arriva” otarła się o zwycięstwo zajmując ostatecznie drugie miejsce. Kilka miesięcy później artysta wydał nowy album, zatytułowany Morandi, na którym znalazł się utwór „Fino alla fine del mondo”, znak rozpoznawczy nowego programu telewizyjnego, La voce del cuore, w którym obok niego wystąpiła Mara Venier; program, transmitowany przez Canale 5, obejrzało 10 milionów telewidzów. W tym samym roku dał z Lucio Dallą koncert w Madison Square Garden w Nowym Jorku, a 19 listopada został dziadkiem – jego córka Marianna i związany z nią piosenkarz Biagio Antonacci dali mu wnuka, imieniem Paolo.
W 1996 roku odbył triumfalne tournée Tour Morandi 1996, które obejrzały tysiące telewidzów na stadionach i halach sportowych całych Włoch. Telewizja RAI na zakończenie tournée przeprowadziła bezpośrednią transmisję ostatniego koncertu z Teatro delle Vittorie w Rzymie, który obejrzało 8 milionów telewidzów i który stał się kolejnym sukcesem artysty.
Najważniejszym wydarzeniem dla niego było jednak spotkanie Anny Dan. Było to pierwsze jego zaangażowanie uczuciowe od czasu separacji z Laurą. Oboje połączyło wkrótce uczucie, którego owocem były narodziny 9 sierpnia 1997 roku ich syna Pietro. Potem ukazał się nowy album artysty, Celeste, azzurro e blu, któremu po raz pierwszy nie towarzyszyło tournée koncertowe. 12 grudnia telewizja wyemitowała program z udziałem Gianniego Morandiego, Le mie nuove canzoni d’amore.
W 1998 roku piosenkarz wystąpił w kolejnym programie telewizyjnym, La forza dell’amore, w którym uczestniczyła również jego córka Marianna. W tym samym roku postanowił wziąć udział w maratonie w Nowym Jorku, gdzie równocześnie zaprezentował swój nowy album, 30 volte Morandi. Był to zbiór jego największych przebojów w nowych wersjach i nowych aranżacjach. Znalazł się wśród nich nowy, wielki przebój artysty, „Canzone libera”, skomponowany przez Erosa Ramazzottiego. Jego syn, Marco, również piosenkarz, uczestniczył w tym samym roku w Festiwalu Piosenki Włoskiej w San Remo z zespołem Percentonetto.
W 1999 roku wystąpił z Ornellą Muti w filmie Maria Monicellego, Panni sporchi. W telewizji poprowadził poświęcony sobie program, C’era un ragazzo, który obejrzało ponad 10 milionów telewidzów.
W 2000 roku po raz kolejny wystartował w Festiwalu Piosenki Włoskiej w San Remo prezentując skomponowaną przez Erosa Ramazzottiego piosenkę „Innamorato”, powszechnie typowaną na zwycięzcę, ale ostatecznie uplasowaną na 3. miejscu. W lutym ukazał się jego nowy album, Come fa bene l’amore, skomponowany i wyprodukowany przez Erosa Ramazzottiego. Znalazła się również piosenka „Innamorato”. Album promowało udane tournée koncertowe artysty.

### XXI wiek
W 2001 roku odbył długie tournée po wszystkich głównych miastach Włoch promując album Come fa bene l’amore. Podpisał nowy kontrakt nagraniowy z wytwórnią Sony Music.
W 2002 roku, po 40 latach kariery, powstał pierwszy jego oficjalny fan club, MorandiMania Fan Club. 13 września wydał album L’amore ci cambia la vita (200 000 sprzedanych egzemplarzy)); pierwszy wydany przez Sony Music. Od końca września do 6 stycznia 2003 roku wspólnie z Lorellą Cuccarini i przy współudziale Paoli Cortellesi prowadził w telewizji program Uno di noi, połączony z loterią.

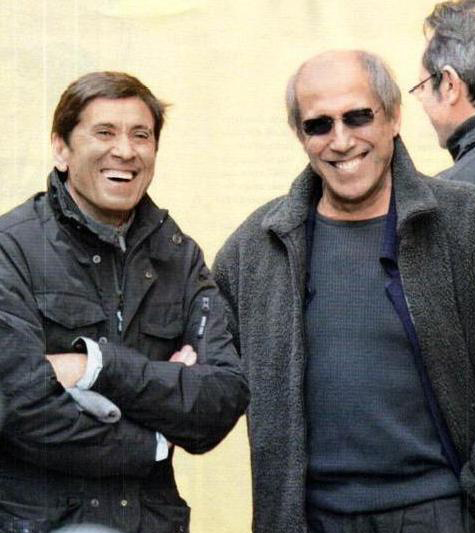
Gianni Morandi i Adriano Celentano

Od stycznia do maja 2004 roku odbył trasę koncertową promując swój ostatni album, L’amore ci cambia la vita. 10 listopada w Monghidoro, po rozwodzie z pierwsza żoną, ożenił się z Anną Dan. 26 listopada wydał kolejny album, A chi si ama veramente. 5 grudnia wystąpił w programie telewizyjnym Stasera Gianni Morandi, emitowanym przez Canale 5, obejrzanym przez 6 milionów telewidzów; w trakcie programu odbył rozmowę telefoniczną z Adriano Celentano. Następnie udał się w długą trasę koncertową, na którą wszystkie bilety zostały z góry wyprzedane.
Od stycznia do czerwca 2005 roku odbył trasę koncertową, obejmującą główne włoskie miasta, w trakcie której promował swój ostatni album, A chi si ama veramente.
Od 28 września 2006 roku poprowadził w Rai 1 program muzyczny pod tytułem Non facciamoci prendere dal panico, doceniony przez krytykę i zauważony przez publiczność. Artysta zaprezentował w nim udaną mieszankę przeszłości, teraźniejszości i przyszłości bawiąc publiczność m.in. „duetami” z artystami dawno nieżyjącymi, jak Anna Magnani, Lucio Battisti, Giorgio Gaber czy Fred Buscaglione. 6 października tego samego roku okazał się kolejny album Gianniego Morandiego, Il tempo migliore, 34. w jego karierze. 8 listopada ukazała się jego autobiografia, Diario di un ragazzo italiano, w której jego życiorys przeplata się z historią Włoch.
19 października 2007 wydana została kompilacja Grazie a tutti zawierająca 50 najbardziej znaczących w karierze artysty piosenek, z premierową, „Stringimi le mani”, skomponowaną przez Pacifico i ze specjalnym duetem z Claudiem Baglionim, opartym na motywach piosenki „Un mondo d’amore”. Nad projektem czuwał Rudy Zerbi, znany od lat dyrektor artystyczny wydawnictw fonograficznych Gianniego Morandiego. Składający się z trzech płyt CD zbiór został sprzedany w ilości ponad 300 tysięcy egzemplarzy.
25 lutego 2008 roku na otwarcie Festiwalu Piosenki Włoskiej w San Remo zaśpiewał piosenkę Domenica Modugna „Nel blu dipinto di blu” (w 50. rocznice jej powstania). W marcu 2008 roku, po trzech latach przerwy, powrócił do koncertów na żywo w formie, z jaką eksperymentował w latach 1990–1991, kiedy występował sam na scenie akompaniując sobie na gitarze. 3 października ukazała się jego potrójna kompilacja Ancora... grazie a tutti, zawierająca premierową piosenkę „Un altro mondo”, skomponowaną przez Francesco Tricarico. W listopadzie powrócił na trasę koncertową promując swój ostatni album.
W kwietniu 2009 roku uczestniczył w nagraniu piosenki Maura Paganiego „Domani 21/04.2009”, z której dochód został przeznaczony na rzecz ofiar trzęsienia ziemi w Aquila. 8 maja otrzymał w Lamezia Terme Srebrna Wstęgę za najlepszy występ na żywo XXIII edycji przeglądu „Fatti di Musica”. Do końca maja 2009 roku prezentował spektakl Grazie a tutti. 25 września ukazał się jego album koncertowy Grazie a tutti – il concerto, wydany w formie CD i DVD, który po raz pierwszy sam zrealizował. Od 8 listopada prowadził z Alessandrą Amoroso nowy program o tym samym tytule, co album, emitowany przez Rai 1. W tym samym roku zaśpiewał piosenkę „Il ricordo” jako fragment „Questo piccolo grande amore” na ostatnim albumie Claudia Baglioniego Q.P.G.A.
6 czerwca 2010 był gościem pierwszej edycji gali Arena di Verona, prowadzonej przez Antonellę Clerici.
Poprowadził Festiwal Piosenki Włoskiej San Remo 2011. Asystowały mu Belén Rodríguez, Elisabetta Canalis i duet Luca e Paolo. 2 maja 2011, razem z Robertem Vecchionim, wziął udział w programie muzycznym Due.
W 2012 roku poprowadził, wraz z Rocco Papaleo i Ivaną Mrázovą, kolejny Festiwal Piosenki Włoskiej w San Remo. Razem z Massimem Ranierim wziął udział w programie telewizyjnym Avevo un cuore che ti amava tanto, nadawanym na Rai 1, poświęconym pamięci nieżyjącego Mino Reitano. 25 czerwca uczestniczył wraz z takim i wykonawcami jak Nomadi, Francesco Guccini, Laura Pausini, Luciano Ligabue, Nek i Modena City Ramblers w koncercie na Stadio Renato Dall’Ara w Bolonii, zorganizowanym w celu zbiórki pieniędzy na pomoc ofiarom trzęsienia ziemi. 8 i 9 października był jedynym gościem programu muzycznego Rock of Economy Adriano Celentano transmitowanego z Arena di Verona przez Canale 5.
4 marca 2013 roku wziął udział w programie poświęconym 70. rocznicy urodzin Lucia Dalli, emitowanym przez Rai 1. W programie wystąpiły takie gwiazdy włoskiej piosenki jak: Andrea Bocelli, Ornella Vanoni, Renato Zero, Fiorella Mannoia i Zucchero. 1 października ukazał się jego nowy solowy album, Bisogna vivere, który promował singiel „Solo insieme saremo felici”.
7 i 8 października 2013 roku odbyły się dwa koncerty w Arena di Verona, transmitowane na żywo na Canale 5, które obejrzało średnio 6 milionów widzów. Obok Gianniego Morandiego wystąpili w nim tacy artyści jak: Raffaella Carrà, Fiorello, Rita Pavone, Noemi, Riccardo Cocciante, Ennio Morricone, Cher, Amii Stewart, Bianca Atzei, Nina Zilli, Checco Zalone i syn artysty, Marco.
10 czerwca 2014 był jednym z gości imprezy „Lo spettacolo dello sport”, poświęconej 100. Rocznicy powstania Włoskiego Narodowego Komitetu Olimpijskiego.

## Odznaczenia
24 stycznia 2005 roku Prezydent Republiki Włoskiej Carlo Azeglio Ciampi uhonorował Gianniego Morandiego Orderem Zasługi Republiki Włoskiej.

## Dyskografia
Nagrał 53 albumy oraz 210 singli i EP-ek.

### Albumy

#### Albumy studyjne i koncertowe włoskie
- 1963 – Gianni Morandi
- 1964 – Ritratto di Gianni
- 1966 – Gianni tre
- 1967 – Gianni quattro: un modo d’amore
- 1967 – Per amore ..per magia (soundtrack)
- 1968 – Gianni 5
- 1970 – Gianni 6
- 1970 – Gianni Morandi (Gianni 7)
- 1971 – Un mondo di donne
- 1972 – Il mondo cambierà
- 1973 – Jacopone
- 1975 – Il mondo di frutta candita
- 1976 – Per poter vivere
- 1978 – Old parade
- 1978 – Gianni Morandi (Gianni Morandi 2)
- 1979 – Abbracciamoci
- 1980 – Cantare (live)
- 1982 – Morandi
- 1983 – La mia nemica amatissima
- 1984 – Immagine italiana
- 1985 – Uno su mille
- 1986/1987 – Morandi in teatro (live)
- 1987 – Le italiane sono belle
- 1987 – Amici miei
- 1988 – Dalla/Morandi
- 1989 – Varietà
- 1992 – Morandi Morandi
- 1995 – Morandi
- 1996 – Morandi (nowa wersja)
- 1997 – Celeste azzurro e blu
- 1998 – 30 volte Morandi (+ piosenki wcześniej niewydane)
- 2000 – Come fa bene l’amore
- 2002 – L’amore ci cambia la vita
- 2004 – A chi si ama veramente
- 2006 – Il tempo migliore

#### Albumy kompilacyjne włoskie
- 1965 – Gianni 1-2
- 1972 – Gianni 8 milioni
- 1976 – Tutti i successi di Gianni Morandi vol. 1
- 1976 – Tutti i successi di Gianni Morandi vol. 2
- 1982 – Morandi hit parade international
- 1983 – Alla maniera di Gianni Morandi
- 1984 – I più grandi successi di Gianni Morandi
- 1984 – L’album di Gianni Morandi (box 3 lp)
- 1986 – The Best of Gianni Morandi
- 1988 – Gianni Morandi
- 1989 – Dalla-Morandi in Europa
- 1990 – Tutti i successi di Gianni Morandi vol. I
- 1990 – Tutti i successi di Gianni Morandi vol. II
- 1991 – Questa è la storia
- 1993 – Ritratto di Gianni (wydanie limitowane)
- 1994 –  Questa è la storia „Andavo a 100 all’ora”
- 1994 – Questa è la storia „Scende la pioggia”
- 1994 – Questa è la storia da „Canzoni stonate” a „banane e lampone”
- 1994 – Il meglio di Gianni Morandi
- 1994 – Classic collection-Gianni Morandi & Mino Reitano
- 1994 – Il meglio di Gianni Morandi & Rita Pavone
- 1994 – I successi di Gianni Morandi
- 1994 – Gianni Morandi „In ginocchio da te”
- 1994 – Gianni Morandi 1 cd
- 1994 – Gianni Morandi
- 1994 – Morandi: I singoli 1962/1969
- 1996 – Gianni Morandi-superbest
- 1997 – I grandi successi di Gianni Morandi vol. I
- 1997 – I grandi successi di Gianni Morandi vol. II
- 1997 – Tutti i successi di Gianni Morandi vol. I
- 1997 – Tutti i successi di Gianni Morandi vol. II
- 1998 – Gianni Morandi
- 1998 – Gli anni settanta
- 1998 – I miti musica: Gianni Morandi
- 1999 – Gianni Morandi
- 1999 – Morandissimo (box 6 cd)
- 2000 – Morandissimo 2 (box 9 cd)
- 2000 – Gianni Morandi (box 3 cd)
- 2001 – I mitici 45
- 2001 – I concerti live@rtsi gianni morandi
- 2001 – Gli anni sessanta
- 2001 – Gli anni settanta
- 2001 – Golden collection
- 2002 – C’era un ragazzo
- 2002 – White collection (box 3 cd)
- 2003 – I numeri uno
- 2007 – Grazie a tutti

### Single włoskie
- 1962 – „Andavo a 100 all’ora”/„Loredana”
- 1962 – „Go-kart twist”/„Donna da morire” (Tony Del Monaco)
- 1962 – „Fatti mandare dalla mamma a prendere il latte”/„Meglio di Madison”
- 1962 – „Twist dei vigili” (Edoardo Vianello)/„Corri, corri”
- 1963 – „Ho chiuso le finestre”/„Sono contento”
- 1963 – „Il primo whisky”/„Che me ne faccio del latino”
- 1963 – „Il ragazzo del muro della morte”/„La mia ragazza”
- 1964 – „In ginocchio da te”//„Se puoi uscire una domenica sola con me”
- 1964 – Non son degno di te”/„Per una notte no”
- 1965 – „Se non avessi più te”/„I ragazzi dello Shake”
- 1965 – „Si fa sera”/„È colpa mia”
- 1965 – „In ginocchio da te”/„Al microfono di Sandro Ciotti” (wydanie specjalne)
- 1966 – „Mi vedrai tornare”/„La fisarmonica”
- 1966 – „Notte di ferragosto”/„Povera piccola”
- 1966 – „C’era un ragazzo che come me amava i Beatles e i Rolling Stones”/„Se perdo anche te”
- 1966 – „Un mondo d’amore”/„Questa vita cambierà”
- 1966 – „Un mondo d’amore”/„Questa vita cambierà” (wydanie specjalne)
- 1967 – „Gianni Morandi presenta il film:Per amore...per magia 1° parte”/„Gianni Morandi presenta il film: Per amore...per magia 2° parte” (wydanie specjalne)
- 1967 – „Dammi la mano per ricominciare”/„Mille e una notte”
- 1967 – „Tenerezza”/„Israel”
- 1967 – „Questa vita cambierà”/„Come alive” (wydanie specjalne)
- 1967 – „Mezzanotte fra poco”/„Una domenica così”
- 1967 – „Marianna del Grand’Hotel”/„Prendi prendi”
- 1968 – „Chimera”/„Una sola verità”
- 1968 – „Non siamo le pantere”/„Ciao Pavia”
- 1968 – „il Giocattolo”/„La mia ragazza sa”
- 1968 – „Tu che m’hai preso il cuor”/„Prendi prendi”
- 1968 – „Scende la pioggia”/„Il cigno bianco”
- 1969 – „Parlami d’amore”/„Torna e ritorna”
- 1969 – „Ma chi se ne importa”/„Isabelle”
- 1969 – „Belinda”/„Non voglio innamorarmi più”
- 1970 – „Occhi di ragazza”/„Ti amo con tutto il cuore”
- 1970 – „Al bar si muore”/„Delirio”
- 1970 – „Capriccio”/„Chissà però”
- 1971 – „Ho visto un film”/„Com'è grande l’universo”
- 1971 – „Buonanotte Elisa”/„A quel concerto di Chopin”
- 1972 – „Vado a lavorare”/„Una ragazza di nome Mariarosa”
- 1972 – „Principessa”/„Sta arrivando Francesca”
- 1972 – „Parla più piano”/„Rosabella”
- 1972 – „il mondo cambierà”/„L’ospite”
- 1973 – „Vidi che un cavallo”/„Prendi me”
- 1974 – „Come ogni sera”/„Bambolina Fatta a pezzi”
- 1975 – „Il mondo di frutta candita”/„La caccia al bisonte”
- 1976 – „È già mattina”/„Giorni migliori”
- 1976 – „Sei forte papà”/„Sei già qui”
- 1978 – „La Befana trullallà”/„In cambio che daimi”
- 1979 – „Abbracciamoci”/„Come l’aria”
- 1980 – „Mariù”/„Non mi dire di no”
- 1981 – „Canzoni stonate”/„Immaginando”
- 1981 – „Marinaio”/„Solo all’ultimo piano”
- 1982 – „Fumo negli occhi”/„Canzoni stonate”
- 1983 – „La mia nemica amatissima”/„Tu o non tu”
- 1983 – „Nel silenzio splende”/„Mi manchi”
- 1983 – „Grazie perchè”/„Magari”
- 1985 – „Uno su mille”/„1950”
- 1987 – „Si può dare di più”/„1950”
- 1988 – „Dimmi dimmi”/„Pomeriggio in ufficio”
- 1989 – „Varietà”/„Occhi chiusi”
- 1989 – „Bella signora”/„Un pugno in faccia”
- 1990 – „Animale”/„Ti comunico amore”/„Animale” (mix version)/„Animale” (radio version) „Bella signora” (live EP)
- 1992 – „Banane e lampone” (versione pop)/„Banane e lampone” (radio edit version)/„Banane e lampone” (Max Matrix dance remix)/„Banane e lampone” (Club club remix)/„Banane e lampone” (versione karaoke, EP)
- 1996 – „CD d’amore”/„Angelita”/„Che cos'è”/„Domani” (EP)
- 2000 – „Non ti dimenticherò” (radio version)/„Canzone libera”/„Volevo farti innamorare”/„Non ti dimenticherò” (album version, EP)
- 2002 – „L’amore ci cambia la vita”/„L’amore ci cambia la vita” (wersja instrumentalna)
- 2002 – „Uno di noi” (radio version)/„Uno di noi” (extended version)
- 2002 – „Dedicato a te” (wydawnictwo limitowane, przeznaczone tylko dla członków Fan clubu Morandimania, zawiera 3 utwory z ostatniego albumu: „L’amore ci cambia la vita”, „Una vita normale” i „Dimmi adesso con chi sei”)
- 2003 – „Il mio amico”/„Il mio amico” (video)
- 2004 – „Solo chi si ama veramente”/„Questo grande pasticcio” (z Federicą Cambą)
- 2005 – „Al primo sguardo”
- 2005 – „Corre più di noi”/„Corre più di noi” (video)

## Występy z innymi artystami
- Z Amii Stewart: „Grazie perché”[32]
- Z Lucio Dallą: „Dimmi dimmi – Vita”
- Z Lucio Dallą i Francesco Guccinim: „Emilia”
- Z Enrikiem Ruggerim i Umbertem Tozzim: „Si può dare di più” (na Festiwalu Piosenki Włoskiej w San Remo)[7]
- Z Barbarą Colą: „In amore” (na Festiwalu Piosenki Włoskiej w San Remo 1995)[7]
- Z Emmą Shapplin: „Vento” (w: 30 Volte Morandi 1998)
- Z Danielą Nicol: „Grazie Perché” (w: 30 Volte Morandi 1998)
- Z Pierą Pizzi: „Dimmi dimmi” (w: 30 Volte Morandi 1998)
- Z Andrea Mingardi: „Fat mandèr da to mama a tór dal lat” (w: Ciao Ràgaz di Andrea Mingardi, 2000)
- Z Elio e le Storie Tese: „Fossi figo” (w: Cicciput, Elio e le Storie Tese, 2003)
- Z Mariellą Navą: „Questi figli” (w Condivisioni, Marielli Nava, 2004)
- Z Claudiem Baglionim: „Un mondo d’amore” (w: Grazie a tutti, a nuova raccolta che festeggia i 45 anni di musica, 19 października 2007)
- Z Cher: „Bang Bang” (w: Arena di Verona 8 października 2013)[39]

## Filmografia
- 1960 – Totò ciak
- 1963 – Totò sexy
- 1964 – I ragazzi dell’Hully Gully
- 1964 – In ginocchio da te (jako Gianni Traimonti)
- 1965 – Non son degno di te (jako Gianni Traimonti)
- 1965 – Questo pazzo, pazzo mondo della canzone
- 1966 – Altissima pressione
- 1966 – Se non avessi più te
- 1966 – Mi vedrai tornare (jako Gianni Aleardi)
- 1967 – Per amore... per magia... (jako Aladino)
- 1968 – Chimera (jako Gianni Raimondi)
- 1969 – Faccia da schiaffi
- 1970 – Le castagne sono buone (jako Luigi Vivarelli)
- 1971 – Il provinciale
- 1972 – La cosa buffa (jako Antonio)
- 1973 – Società a responsabilità Molto limitata
- 1984 – Voglia di volare (film TV) (jako Davide)
- 1985 – Voglia di cantare (serial TV)
- 1987 – La voglia di vincere (serial TV) (jako Marco Besson)
- 1988 – Diventerò padre (film TV)
- 1993 – In fuga per la vita (serial TV) (jako Michele)
- 1995 – La voce del cuore (serial TV) (jako Daniele Montero)
- 1998 – La forza dell’amore (serial TV) (jako Fabrizio)
- 2004 – Natale a casa Deejay (film TV) – A christmas carol (jako Maratończyk #01)